# Kel Ajjer

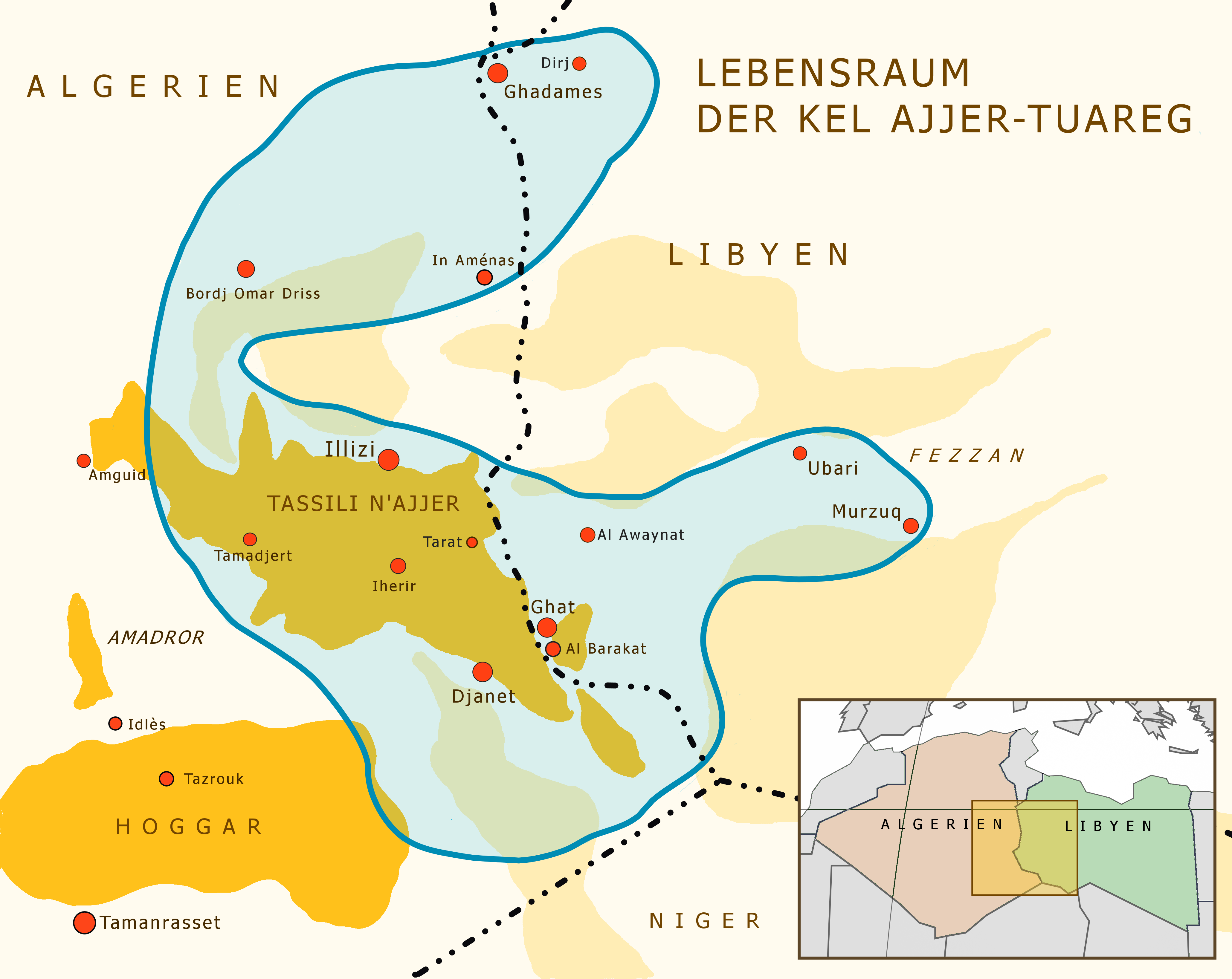
Lebensraum der Tuareg-Konföderation Kel Ajjer

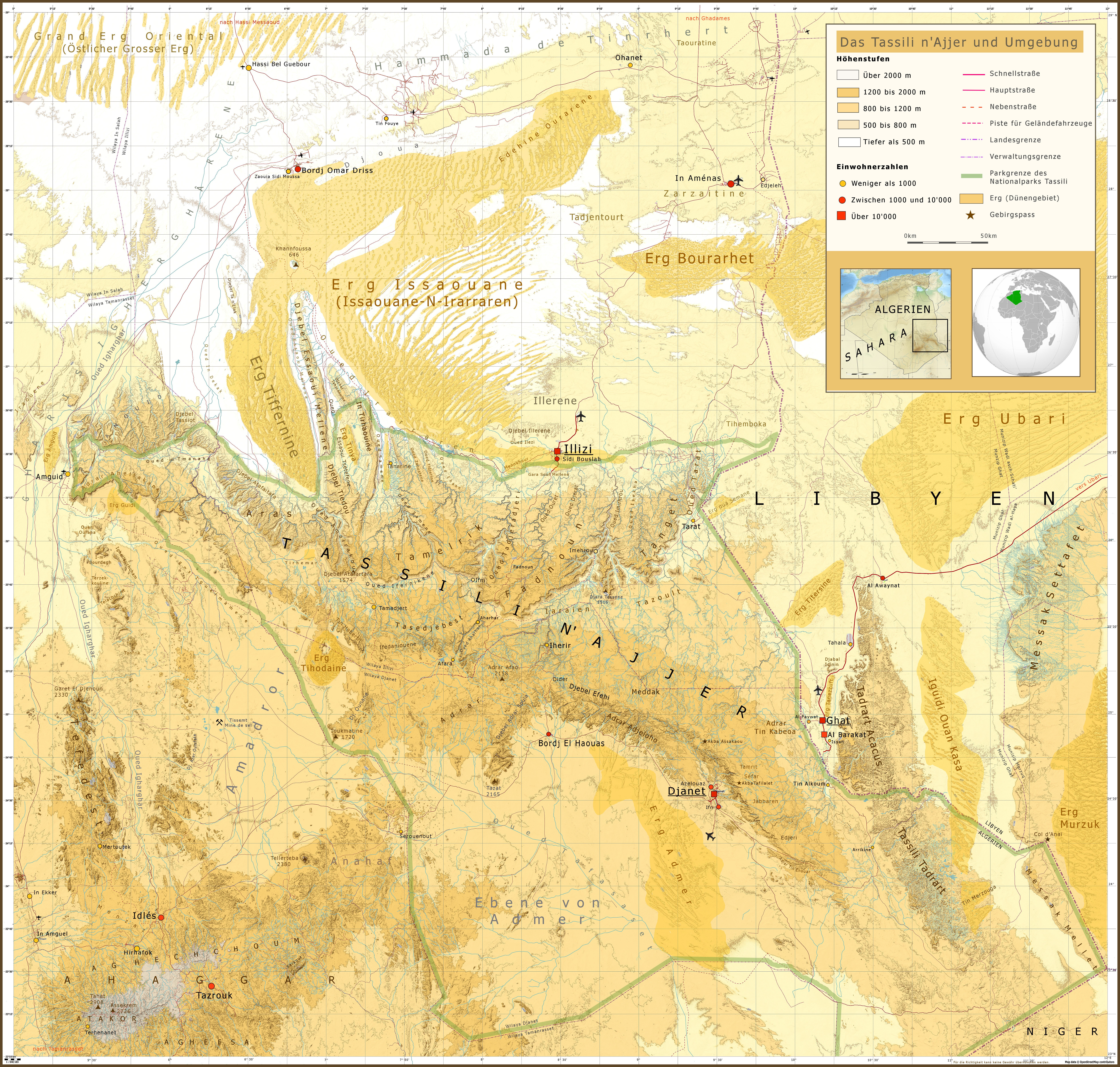
Das Tassili n'Ajjer und Umgebung, Teil des Siedlungsgebiets der Kel Ajjer

Kel Ajjer (auch Kel Azjar, Kel Azger) sind ein Verbund von Tuareg, ehemals Nomaden und Sesshafte, die im südwestlichen Teil Libyens und im südöstlichen Algerien leben, so beispielsweise im Tassili n'Ajjer.

## Bevölkerung und Lebensraum
Die Kel Ajjer werden weder in Algerien noch in Libyen bei amtlichen Zählungen als solche erfasst. Eine grobe Schätzung ergibt in Algerien etwa 10.000 Personen, in Libyen etwa 25.000. Davon kann sich vielleicht noch die Hälfte bis zwei Drittel in Tamahaq, ihrem Dialekt der Tuareg-Sprache Tamascheq, ausdrücken.
Die Kel Ajjer sind ihrer Herkunft nach Viehhirten und Oasenbauern und verfügten über große Weidegründe. Ein kleiner Teil von jenen in Algerien lebt noch als Nomaden oder Halbnomaden. In Libyen sind diese kaum mehr anzutreffen. Ihr Verbreitungsgebiet beschränkt sich in Algerien vornehmlich auf die Region des Tassili n'Ajjer-Gebirges. Ihre nördlichste Verbreitung reicht in die Grenzregion von Ghadames, Libyen. Nach Osten erstreckt sich ihr Gebiet bis nach Murzuq. Weitere Ballungszentren sind Ghat, Ubari, Djanet und Illizi.

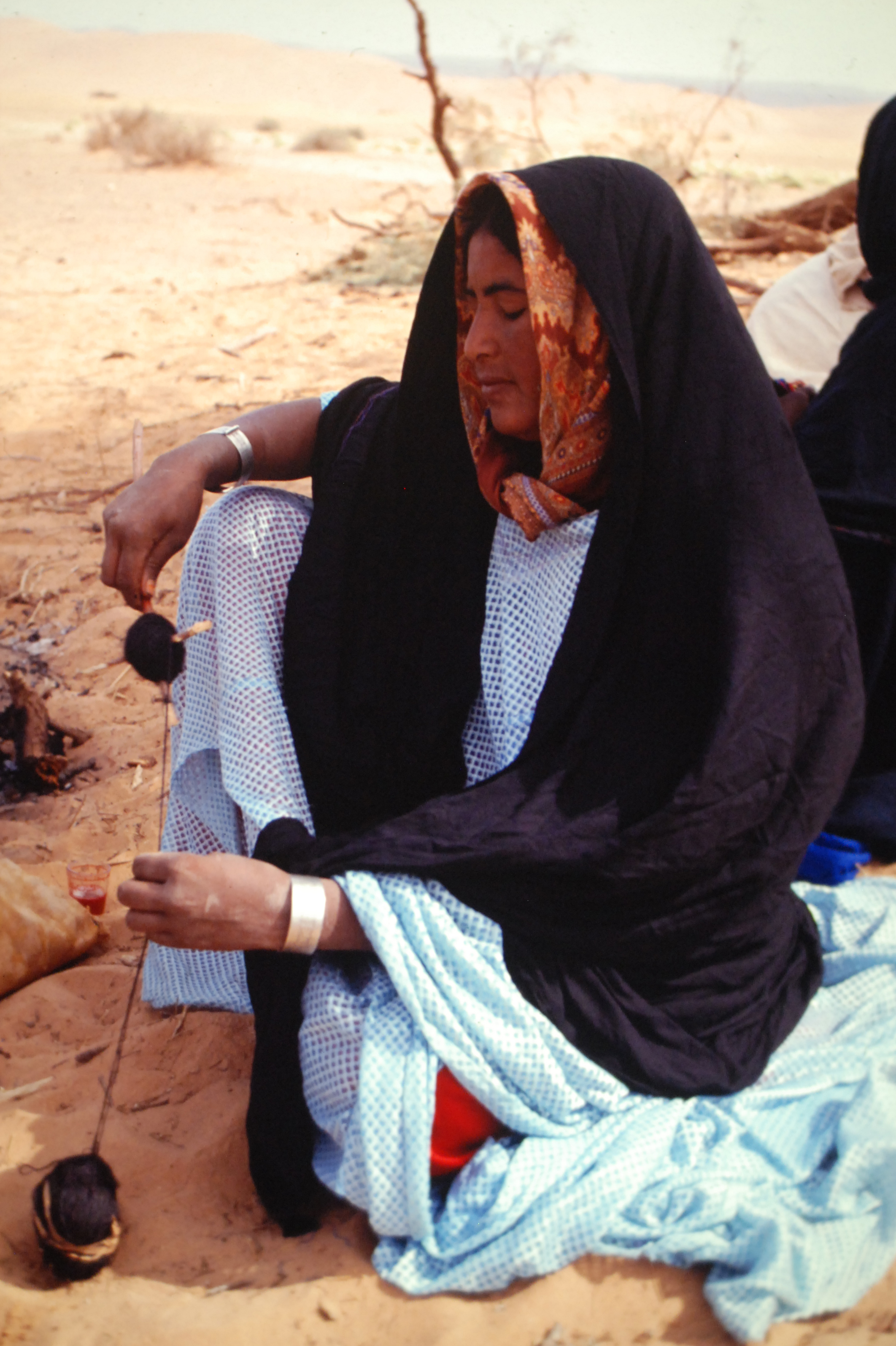
Junge Kel Ajjer-Targia zwirnt Ziegenhaar
Zwei Kel Ajjer-Nomadenfrauen bereiten das Abendessen zu
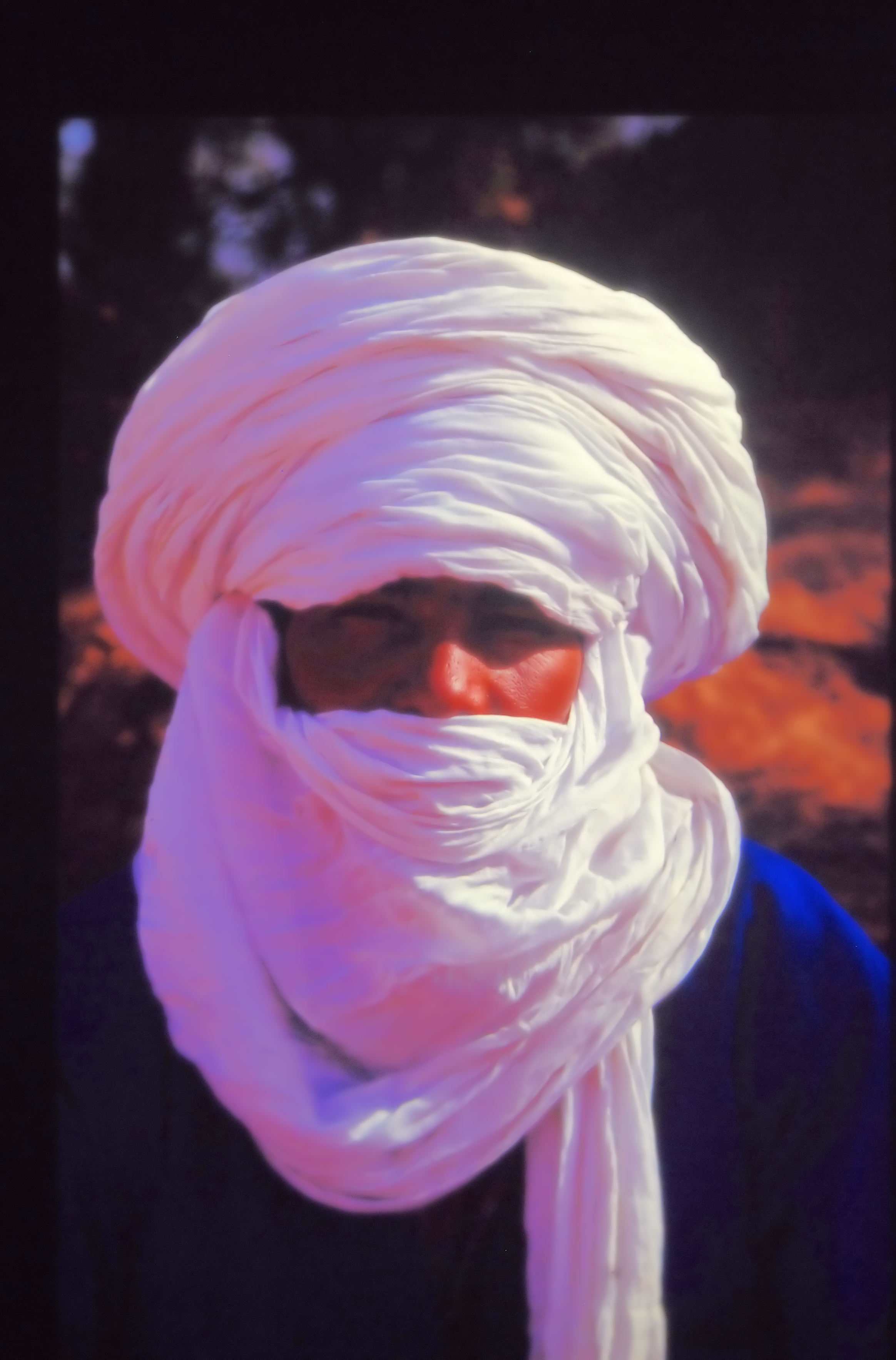
Kel Ajjer-Targi aus dem Oued Samene, Algerien
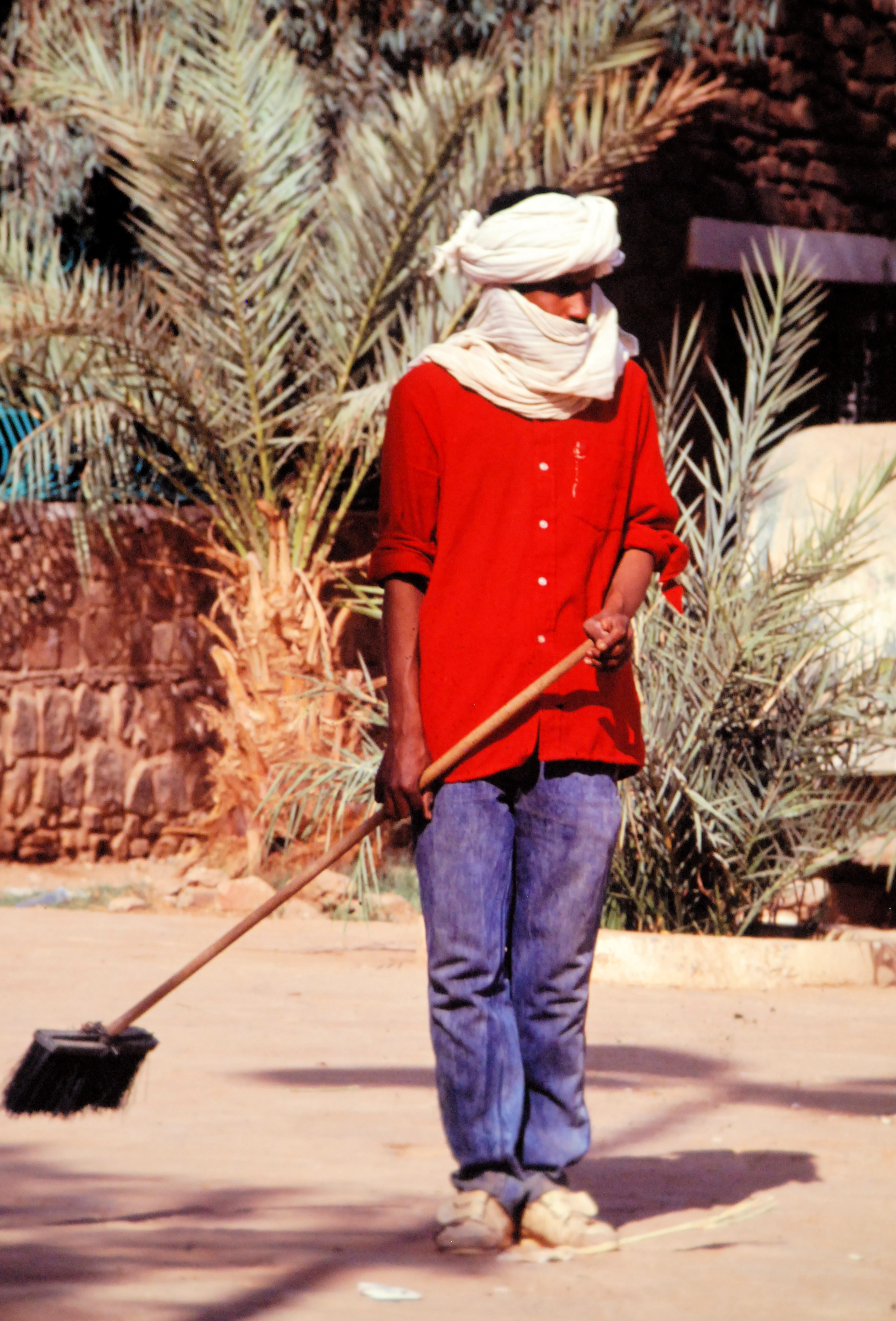
Kel Ajjer-Targi bei Straßenarbeiten

## Tamahaq - der Dialekt der nördlichen Tuareg
Die Sprache der Tuareg ist das Tamascheq. Die nördlichen Tuareg (in Algerien, Libyen und im nördlichen Niger) sprechen einen Dialekt, Tamahaq, der auch Tahaggert und in Libyen Targia genannt wird. Das Tamahaq ist eine der am besten bekannten und dokumentierten Berbersprachen. Der Franzose Charles de Foucauld lebte von 1905 bis zu seinem Tod 1916 bei den Kel Ahaggar und hat eine Enzyklopädie über ihre Sprache und Kultur verfasst. Der Däne Karl-Gottfried Prasse gab ab 1972 ein umfangreiches Grammatik-Werk dazu heraus. Das Tamahaq besitzt einen großen Wortschatz (Foucauld verzeichnet in seinem Werk gegen 20.000 verschiedene Ausdrücke), besitzt viele sehr alte Ausdrücke und wenige Lehrwörter aus nachbarlichen Sprachen. Das Tamahaq der Kel Ajjer unterscheidet sich, mit Ausnahme einer Zahl von Ausdrücken, nicht von jenem, das die Kel Ahaggar sprechen. Hingegen ist der Unterschied zum Tamascheq der südlichen Tuareg beträchtlich.

## Zur Aussprache des Tamahaq
Im Tamahaq wird der Laut „r“ auf zwei verschiedene Arten ausgesprochen und in lateinischer Schrift entsprechend verschieden notiert. Bei einer Schreibweise wie im Wort Tuareg wird das „r“ gerollt. Bei einer Schreibweise mit „rh“ oder „gh“ oder „r'“ und „ɣ“ wird er wie das deutsche Rachen-„r“ ausgesprochen (z. B. bei Ghat oder Rhat). Es gibt Wörter, in denen beide Laute vorkommen, wie beim Namen einer Volksgruppe, der Urar’en respektive Uraɣen.

## Nachbarliche Tuareg und andere Volksgruppen
Nachbarn der Kel Ajjer sind im Südwesten die Kel Ahaggar, sowie im Übergangsgebiet zum Sahel um das nigrische Aïr, die Kel Aïr und Kel Ewey. - Im Südosten, im nördlichen Tschad, lebt das Volk der Tubu. Mit ihnen haben die libyschen Kel Ajjer 2003 einen Freundschaftsvertrag erneuert. Mit den arabischstämmigen Chaambas, die im Norden und Nordwesten der Kel Ajjer siedeln, bestanden in der Vergangenheit eher konfliktbeladene Beziehungen.

## Bekannte Kel Ajjer-Tuareg
- Ibrahim al-Koni, libyscher Schriftsteller, aus Ghadames
- Bali Othmani, Sänger und Lautenspieler, aus Djanet[9]